# Томинга
Томинга — река в России, протекает по Мурманской области. Устье реки находится в 12 км по левому берегу реки Индель. Длина реки составляет 46 км, площадь водосборного бассейна 268 км². Берёт начало из озера Томингского на высоте 192,3 м.
В 25 км от устья, по левому берегу реки впадает река Лягунка.

## Данные водного реестра
По данным государственного водного реестра России относится к Баренцево-Беломорскому бассейновому округу, водохозяйственный участок реки — реки бассейна Белого моря от западной границы бассейна реки Иоканга (мыс Святой Нос) до восточной границы бассейна реки Нива, без реки Поной. Речной бассейн реки — бассейны рек Кольского полуострова и Карелии, впадает в Белое море.
Код объекта в государственном водном реестре — 02020000212101000007981.